# 大山詣り
『大山詣り』（おおやままいり）は古典落語の演目。『大山詣』とも表記される。別題に『百人坊主』（ひゃくにんぼうず）。
題にある大山詣り（参り）とは中世から始まった相模国の大山（現・伊勢原市）を参詣する行為を指し、特に江戸時代に講などの形で行われたものを指す。この大山詣りの講中が、道中で喧嘩や暴力沙汰をしたメンバーを坊主刈りにするという罰則を定め、その罰を受けた男が仕返しをするという内容。
原話は狂言の演目『六人僧』と推測され、十返舎一九の『滑稽しっこなし』（文化2年・1805年）にも同種の話がある。武藤禎夫はこれらのほかに、井原西鶴の『西鶴諸国ばなし』第1巻（貞享2年・1685年）の「狐の四天王」や、根岸守信の随筆『耳袋』（文化11年・1814年）の「悪しき戯致すまじき事附悪事にも頓智の事物」にも同種の話が見えるとしながら、「今日のサゲは、後になって付加されたものだろう」と記している
上方落語に『百人坊主』の題で、伊勢参りを題材にした類話があり、『風流昔噺』（万延2年・1861年）の「村一頭いせ参り 但シ、村中ぼうず落」との記述からすでに口演されていたと武藤禎夫は記している。

## あらすじ

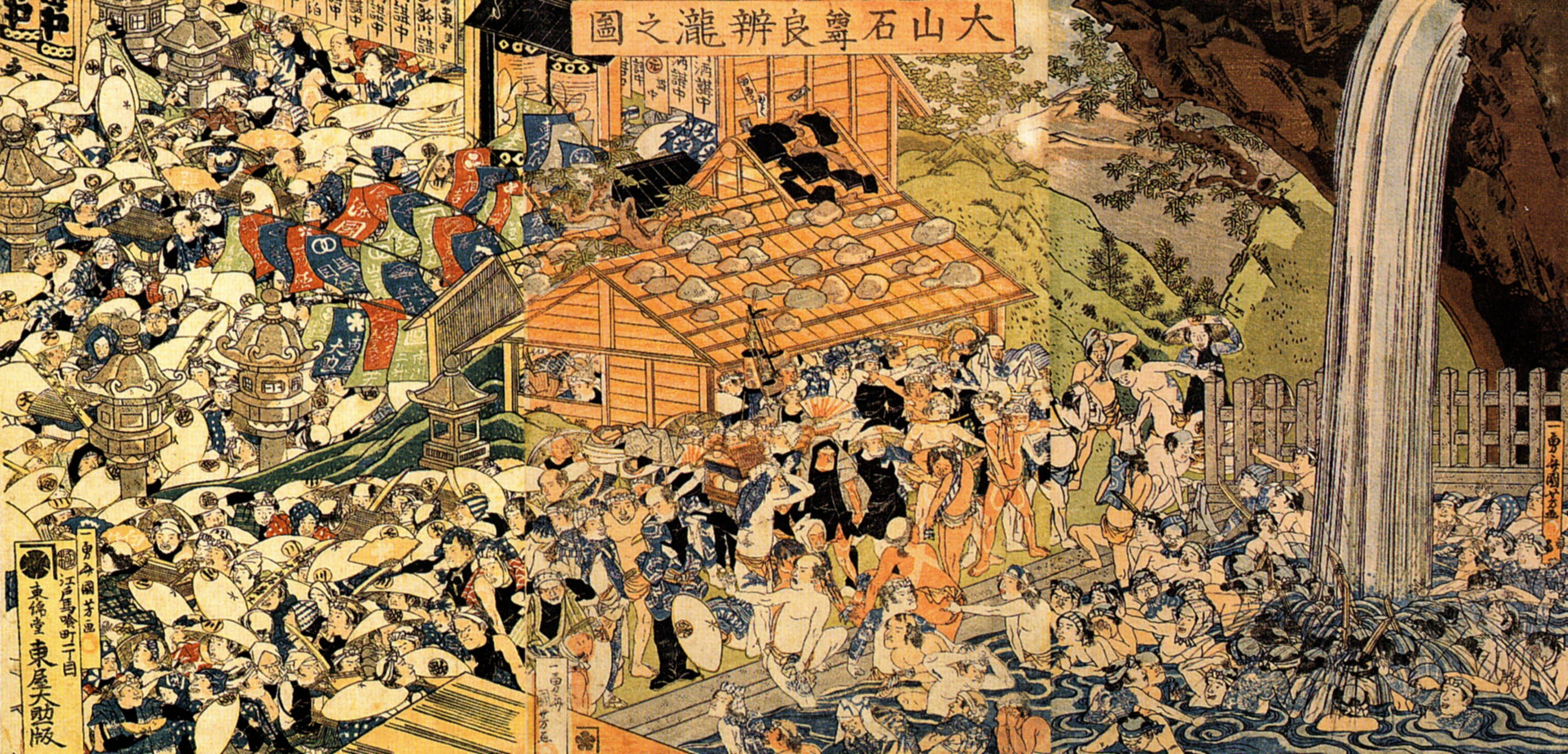
歌川国芳「大山石尊良辧瀧之図」大山石尊の滝に参拝する男達。

ある江戸の庶民たちが大山参りに行くことになったが、毎年酒乱の熊五郎が迷惑をかけるため、道中で酒を飲んで暴れた者は坊主にするという約束で出発した。行きは何事も問題なくすんだが、帰りの神奈川宿の宿屋で泥酔した熊五郎が風呂場で暴れるという事件を起こす。仲間たちは約束通り、寝入った熊五郎の髪を剃り上げて坊主にすると、彼を置いて朝早く出立した。
朝、目を覚ました熊五郎は坊主にされていることに気づく。早駕籠で仲間より先に江戸に帰ると、留守番をしていた仲間の女房たちに、仲間たちが帰りに金沢八景で船事故に遭って自分以外は全員溺死してしまい、自分は弔いのために頭を丸めたと嘘をつく。女房たちはこの嘘に騙され、自分たちも弔いのために髪を剃ってしまう。そこに仲間が帰り、事態を知って激怒する。その中で年長者がめでたいことだから、怒るに及ばないと仲間を諭す。どうしてだと尋ねられ、答える。
「お山は晴天、家へ帰れば皆、毛が（怪我）無くてめでたい」